# Planète globe oculaire

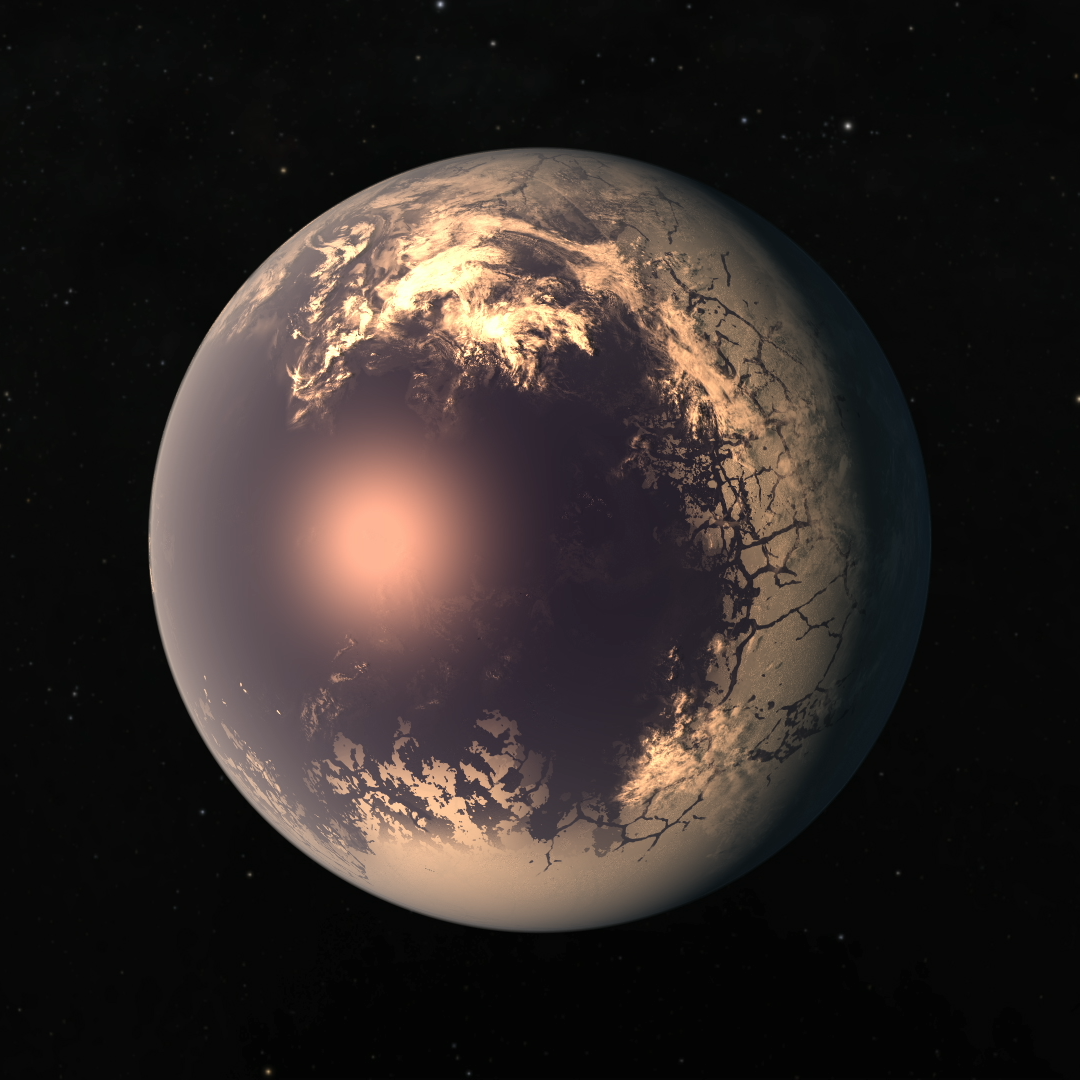
Vue d'artiste sur une planète globale oculaire de type "froide".

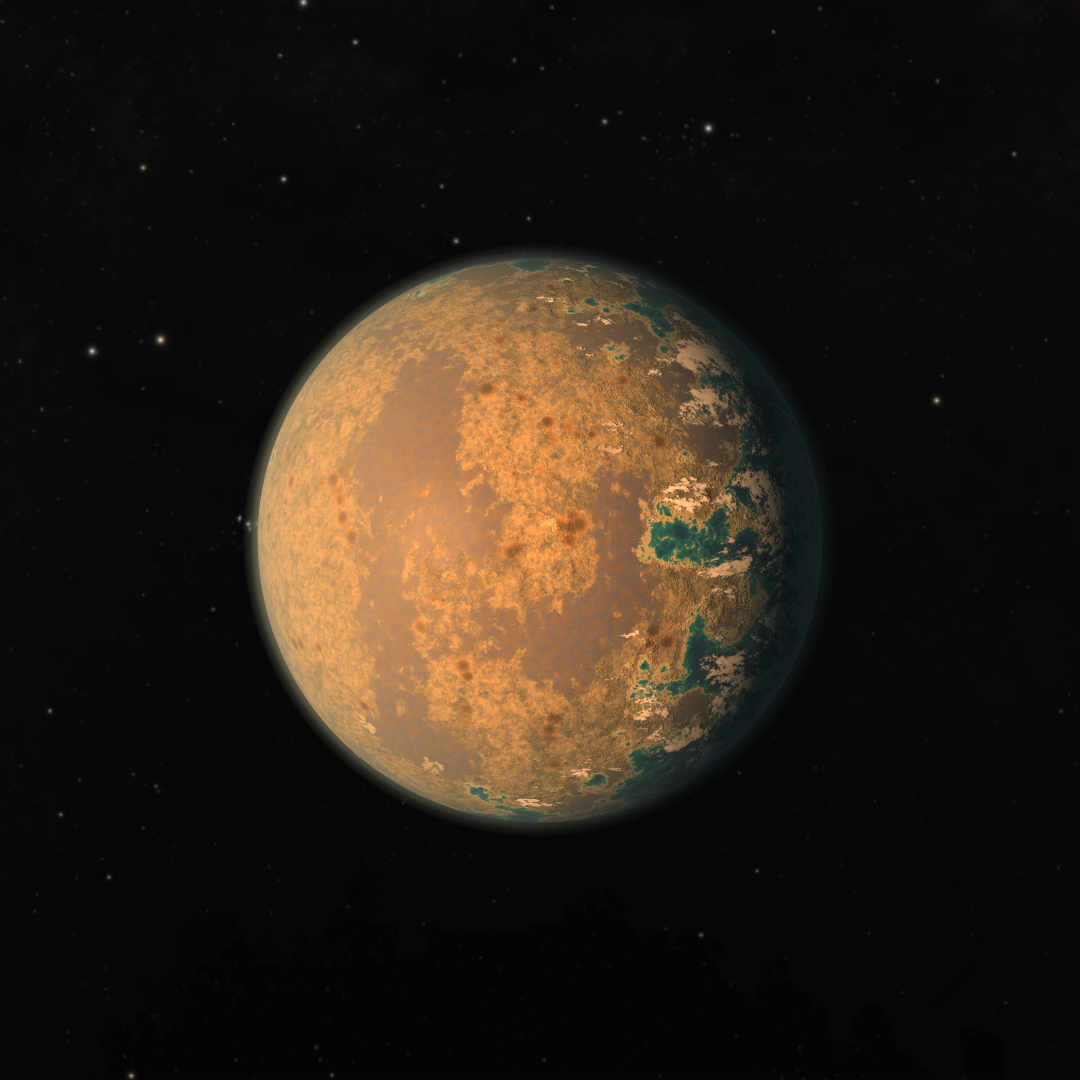
Vue d'artiste sur une planète globale oculaire de type "chaude".

Une planète de type « globe oculaire »[réf. nécessaire] est une catégorie hypothétique d'exoplanètes à l'apparence d'un globe oculaire, étant donné des traits géophysiques que produit sa rotation synchrone.

## Description
Il est principalement utilisé pour les planètes telluriques où des liquides peuvent être présents, dans lesquels le verrouillage induirait un gradient de température dépendant (la planète sera plus chaude du côté face à l'étoile et plus froide de l'autre côté). Ce gradient de température peut donc limiter les endroits où de l’eau liquide peut exister à la surface de la planète.

## Sous-catégories
Ces planètes peuvent être en outre divisées en planètes globe oculaire "chaudes" et "froides", selon le côté de la planète où le liquide est présent. Une planète globe oculaire « chaude » est généralement plus proche de son étoile hôte, le côté face à l'étoile (côté jour), est constitué de roches tandis que du liquide est présent sur le côté opposé (côté nuit). Une planète globe oculaire « froide », généralement plus éloignée de l'étoile, aura du liquide sur le côté faisant face à l'étoile hôte tandis que le reste de sa surface est constitué de glace et de roches.

## Exemples possibles
Kepler-1652 b et plusieurs planètes du système TRAPPIST-1 pourraient être des globes oculaires. Les planètes de ce type sont peut-être courantes et pourraient éventuellement héberger la vie.